# Liste der Kulturgüter in Birmensdorf
Die Liste der Kulturgüter in Birmensdorf enthält alle Objekte in der Gemeinde Birmensdorf im Kanton Zürich, die gemäss der Haager Konvention zum Schutz von Kulturgut bei bewaffneten Konflikten, dem Bundesgesetz vom 20. Juni 2014 über den Schutz der Kulturgüter bei bewaffneten Konflikten sowie der Verordnung vom 29. Oktober 2014 über den Schutz der Kulturgüter bei bewaffneten Konflikten unter Schutz stehen.
Objekte der Kategorie A sind im Gemeindegebiet nicht ausgewiesen, Objekte der Kategorie B sind vollständig in der Liste enthalten, Objekte der Kategorie C fehlen zurzeit (Stand: 1. Januar 2021). Unter übrige Baudenkmäler sind weitere geschützte Objekte zu finden, die im Verzeichnis der Objekte von überkommunaler Bedeutung der kantonalen Denkmalpflege zu finden und nicht bereits in der Liste der Kulturgüter enthalten sind.

## Kulturgüter
| Foto |                                                                           | Objekt                                                                                        | Kat. | Typ | Standort                           | Beschreibung |
| ---- | ------------------------------------------------------------------------- | --------------------------------------------------------------------------------------------- | ---- | --- | ---------------------------------- | ------------ |
| ja   | Datei hochladen · Wikidata zu Reformierter Kirche Birmensdorf (Q29932509) | Reformierte Kirche mit Pfarrhaus und ehemaligem Waschhaus KGS-Nr.: 7410                       | B    | G   | Kirchgasse 20–22.1 675747 / 245014 |              |
| ja   | Datei hochladen · Wikidata zu Grabhügel MBZ (Q29932507)                   | Rameren, mittelbronzezeitliche Grabhügel und hallstattzeitliche Nachbestattung KGS-Nr.: 12515 | B    | G   | 676322 / 245945                    |              |

## Übrige Baudenkmäler
| ID            | Foto |                 | Objekt                              | Kat.    | Typ | Standort                                | Beschreibung |
| ------------- | ---- | --------------- | ----------------------------------- | ------- | --- | --------------------------------------- | ------------ |
| 24200006      | ja   | Datei hochladen | Bauernwohnhaus                      | C       | G   | Fildern 6 676939 / 243587               |              |
| 24200256      | ja   | Datei hochladen | Ortsmuseum, ehemalige Drechslerei   | B reg.  | G   | Mühlemattstrasse 7 675691 / 244901      |              |
| 24200264      | ja   | Datei hochladen | Pfarrhaus mit Garage                | B kant. | G   | Kirchgasse 22 675762 / 245045           |              |
| 24200265      | ja   | Datei hochladen | Ehemaliges Waschhaus                | B kant. | G   | bei Kirchgasse 22 675749 / 245038       |              |
| 24200267      | ja   | Datei hochladen | Kindergarten, ehemaliges Schulhaus  | B reg.  | G   | Kirchgasse 19 675715 / 245023           |              |
| 24200276      | ja   | Datei hochladen | Ehemalige Mühle und Sägerei         | B reg.  | G   | Bachstrasse 35 675604 / 244965          |              |
| 24200475      | ja   | Datei hochladen | Schulhaus Brüelmatt I               | B reg.  | G   | Studenmättelistrasse 17 675666 / 245274 |              |
| 242BEI00475_a | ja   | Datei hochladen | Turnhalle Brüelmatt I               | B reg.  | G   | Studenmättelistrasse 17 675650 / 245300 |              |
| 242BEI00475_b | ja   | Datei hochladen | Schulhaus Brüelmatt II              | B reg.  | G   | Studenmättelistrasse 17 675691 / 245331 |              |
| 24200583      | ja   | Datei hochladen | Schulhaus Reppisch, Pavillons A/B/C | B reg.  | G   | Schulhausstrasse 675431 / 245497        |              |
| 242BEI00583   | ja   | Datei hochladen | Turnhalle Reppisch                  | B reg.  | G   | Schulhausstrasse 675394 / 245490        |              |

Legende: Im Wesentlichen siehe Legende der Liste der Kulturgüter von nationaler und regionaler Bedeutung, mit folgenden Ausnahmen:
- Anstelle der KGS-Nummer wird als Objekt-Identifikator (ID) die Inventarnummer im Verzeichnis der Objekte von überkommunaler Bedeutung des kantonalen Denkmalschutzamtes verwendet.
- Bei den Kategorien wird wie folgt unterschieden: B kant. = Objekt von kantonaler Bedeutung (Kanton Zürich); B reg. = Objekt von regionaler Bedeutung (Kanton Zürich).